# Майер, Отто (юрист)
Отто Майер (нем. Otto Mayer; 29 марта 1846, Фюрт — 8 августа 1924, Хильпертсау) — немецкий юрист, профессор публичного права в Страсбурге, потом в Лейпциге. В обоих университетах был ректором.

## Главные труды
- «Theorie des französischen Verwaltungsrechts», (Страсб., 1886—1888);
- «Deutsches Verwaltungsrecht», (Лпц., 1895 —96); 2 Bde., 3. Aufl., 1924.
- «Portalis u. die organischen Artikel» (Страсб., 1902);
- «Justiz und Verwaltung» (1902);
- «Die Entschädigungspflicht des Staates nach Billigkeitsrecht» (Дрезд., 1904).
- «Sächsisches Staatsrecht», 1909.